# Sherlock Holmes magánélete
A Sherlock Holmes magánélete (eredeti cím: The Private Life of Sherlock Holmes) 1970-ban bemutatott angol–amerikai romantikus kalandfilm, kémfilm, Billy Wilder rendezésében, Robert Stephens, Geneviève Page, Colin Blakely és Christopher Lee főszereplésével. A történet forgatókönyvet I. A. L. Diamond írta, Arthur Conan Doyle Sherlock Holmes-történeteinek stílusában. A történet Sherlock Holmes egyik nyomozását írja le, egy kiemelkedő intellektusú nő iránti vonzódását és csalódását, Doktor Watson posztumusz naplófeljegyzései alapján.

## Cselekmény
A történet 1887-ben kezdődik. Sherlock Holmes és Dr. Watson közös háztartásban élnek, Holmes mélabús, unatkozik, mert egyre kevesebb izgalmas bűncselekménnyel találkozik. Unalmában gyakran fogyaszt kokaint, Watson tiltása ellenére. Egy este mindketten meghívást kapnak az orosz cári balett sztárjának, a híres Madame Petrovának búcsúelőadására. Rogozsin, a cári balett főintendánsa tolmácsolja Petrovna ajánlatát: páratlan értékű ajándékot, egy eredeti Stradivari-hegedűt kínál Holmes-nak, cserébe azt szeretné, ha Holmes gyermeket nemzene vele, aki örökölné a detektív vonzó külsejét és kiemelkedő intellektusát. Holmes változatos ürügyeket talál ki, hogy elhárítsa Petrovna ajánlatát, végül azt hazudja, hogy Dr. Watson az élettársa. A pletyka gyorsan terjed, a nőbolond Watson mellől eltűnnek a csinos balerinák, és a férfi táncosok kezdenek neki udvarolni. Rogozsintól megtudja, hogy Holmes milyen bélyeget ragasztott rá. Dühöngve hazarohan a Baker Street 221B-be, felháborodva kéri számon Holmes hamis rágalmát. Dühében kétségbe vonja, hogy Holmes-nak életében bármikor is dolga lett volna nőkkel. Holmes igennel felel, de minden további kérdés elől elzárkózik, túlzott bizalmaskodásnak nevezve a doktor faggatózását.
A történet évekkel később folytatódik. Az újság megírja, hogy néhány hete egy cirkuszból eltűnt hat törpe. Késő este Holmes-ékhoz becsönget egy fuvaros. Egy sokkos állapotú, sebesült fiatal nőt hoz, akit a Temzéből halászott ki, kezében egy cédulával, melyen csak a Baker Street 221B cím áll. A nő nem emlékszik semmire, saját nevére sem. Holmes rövidesen kinyomozza, hogy a nő belga, Brüsszelből jött, neve Gabrielle Valladon, és férjét, Émile Valladon bányamérnököt keresi, aki Angliában kapott állást egy Jonas nevű cégnél, de már több hete nem válaszol felesége leveleire. Gabrielle elmondja, azért jött Londonba, hogy a híres Sherlock Holmes segítségét kérje, de közben megtámadták és a Temzébe dobták. Holmes és Watson nyomozni kezdenek, de hamarosan Sherlock bátyjába, a főhivatalnok Mycroft Holmes-ba ütköznek, aki Őfelsége kormánya nevében megtiltja nekik a további nyomozást, mert az a Brit Birodalom biztonságát veszélyezteti.
Holmes azonban nem hagyja cserben a szép Gabrielle-t. A nyomok Skóciába vezetnek. A vonaton egy csoport csuklyás trappista szerzetessel találkoznak, akik némaságot fogadtak, a csevegni vágyó Watson nagy bánatára. Egy Inverness melletti temetőben megfigyelik, amint Émile Valladont és két törpét jeltelen sírba temetnek. A sírásó szerint a Loch Nessben találták őket, bizonyára a Loch Ness-i szörny áldozatai. Holmes kiássa Valladon tetemét, és megállapítja, hogy halálát mérgező klórgáz belégzése okozta. Watson meglátja a tóban úszó szörnyet, de Holmes nem hisz neki. Biciklivel végigjárják a tó körüli kastélyokat. Egyedül Urquhart várába nem jutnak be, de látják, amint a várba kénsavat és kanárikat szállítanak. Holmes szerint a klórgáz, mely Valladont és a törpéket megölte, kénsav és sós tengervíz találkozásakor keletkezik. Éjszaka megfigyelik, hogy a „szörny” valójában egy víz alatt úszni képes motoros jármű, melynek kikötője Urquhart vára alatt van.
Sherlock titokzatos meghívást kap Urquhart várába, ahol bátyja, Mycroft fogadja. Sherlock elmondja nyomozása eredményét: Mycroft kormányközeli cége a Brit Királyi Haditengerészet számára teljes titokban egy szörnynek álcázott, víz alatt járó vashajót épít, melyet kénsavas telepek látnak el energiával, szellőzőberendezését Valladon tervezte, legénysége helytakarékosság miatt törpékből áll, és kanárikat használnak a klórgáz detektálására. Valladon és a legénység két tagja baleset során, klórgáz-szivárgás miatt vesztette életét. Mycroft informálja öccsét, hogy Valladon légszivattyúját más nagyhatalmak is meg akarják szerezni. A nő, akit Holmes-hoz vittek, nem Valladon felesége, hanem Ilse von Hoffmannstal, a német császári kémszolgálat legjobb női ügynöke. A valódi Gabrielle Valladont a németek Brüsszelben megölték. Helyére Hoffmanstal kisasszony lépett, aki Anglia legjobb detektívét is képes volt megtéveszteni és arra használni, hogy elvezesse őt (és a „szerzeteseket”) Valladonhoz. A szerelmes Sherlockot lesújtja a csalódás. 
A búvárhajó prototípusának avatására Viktória királynőt kérték fel, aki azonban büszkén elutasítja a sportszerűtlen ötletet, hogy a Királyi Haditengerészet hajója láthatatlanul, figyelmeztetés nélkül támadja meg más nemzetek hadihajóit. Utasítja a megdöbbent Mycroftot, hogy a britekhez méltatlan, erkölcstelen találmányt pusztítsa el. Mycroft úgy dönt, a hajót a németek kezére játssza, de megrongálva, hogy elsüllyedjen velük együtt. Sherlock a nő napernyőjével jelezve hamis üzenetet küld a várakozó trappista szerzeteseknek (valójában német császári haditengerészeknek), hogy hol keressék a búvárhajót. Von Hoffmanstal kisasszonyt letartóztatják, de Sherlock kívánságára nem börtönbe indítják, hanem Svájcba, hogy kicseréljék egy Németországban elfogott brit ügynökre. A „szerzetesek” valóban megszerzik a búvárhajót, de valamennyien halálukat lelik, amikor az elsüllyed. A Mycroft kíséretében távozó kémnő a napernyőjével a biztató „viszontlátásra” jelzést küldi a bánatos Sherlocknak. 
Néhány hónappal később Mycroft értesíti öccsét, hogy von Hofmannstal kisasszonyt Japánban kémkedésért letartóztatták és kivégzőosztag elé állították. Sherlock összeroppan és a kokainban keres vigasztalást. Watson nekiül a történet megírásának. A kéziratot letétbe helyezi, hogy csak halála után ötven évvel olvashassák el.

## Főbb szereplők
| Szerep                                     | Színész          | Magyar hangja (1. szinkron, 1973) | Magyar hangja (2. szinkron, 1992-95) | Magyar hangja (3. szinkron) | Magyar hangja (4. szinkron) |
| ------------------------------------------ | ---------------- | --------------------------------- | ------------------------------------ | --------------------------- | --------------------------- |
| Sherlock Holmes                            | Robert Stephens  | Horesnyi László                   | Csankó Zoltán                        | Hirtling István             | Tarján Péter                |
| Dr. John H. Watson                         | Colin Blakely    | Zenthe Ferenc                     | Szersén Gyula                        | Szombathy Gyula             | Garai Róbert                |
| Gabrielle Valladon / Ilse von Hoffmannstal | Geneviève Page   | Bánky Zsuzsa                      | Kiss Erika                           | Bánsági Ildikó              | (n. a.)                     |
| Mycroft Holmes                             | Christopher Lee  | Velenczey István                  | Papp János                           | Kulka János                 | Barbinek Péter              |
| Madame Petrova prima balerina              | Tamara Toumanova | Benedek Ariadne                   | (n. a.)                              | (eredeti nyelven)           | (n. a.)                     |
| Nyikolaj Rogozsin főintendáns              | Clive Revill     | Csákányi László                   | (n. a.)                              | Ujréti László               | (n. a.)                     |
| Mrs. Hudson                                | Irene Handl      | Fónay Márta                       | (n. a.)                              | Pap Éva                     | Bányai Irén                 |
| Viktória királynő                          | Mollie Maureen   | Bulla Elma                        | (n. a.)                              | Pásztor Erzsi               | (n. a.)                     |
| Sírásó                                     | Stanley Holloway | Dömsödi János                     | (n. a.)                              | Gruber Hugó                 | (n. a.)                     |
| Kocsis                                     | Michael Balfour  | Horváth József                    | (n. a.)                              | Bodrogi Gyula               | Seres Lajos                 |

## További információ
- Sherlock Holmes magánélete a PORT.hu-n (magyarul)
- Sherlock Holmes magánélete az Internetes Szinkronadatbázisban (magyarul)
- Sherlock Holmes magánélete az Internet Movie Database-ben (angolul)
- Sherlock Holmes magánélete a Rotten Tomatoeson (angolul)
- Sherlock Holmes magánélete a Box Office Mojón (angolul)
- La Vie privée de Sherlock Holmes (1970) (francia nyelven). AlloCiné.fr
- Das Privatleben des Sherlock Holmes (német nyelven). Filmdienst.de
- The Private Life of Sherlock Holmes (1970) (német nyelven). Filmportal.de
- Sherlock Holmes magánélete (The Private Life of Sherlock Holmes) (magyar nyelven). TMDB (The MovieWeb Adatbázis)
- Sherlock Holmes magánélete (magyar nyelven). MAFAB.hu